# Stolna, Cluj
Stolna (în maghiară Sztolna) este un sat în comuna Săvădisla din județul Cluj, Transilvania, România.